# John Garrels
John Carlyle "Johnny" Garrels (Bay City, Michigan, 18 de novembre de 1885 – Grosse Ile Township, Michigan, 21 d'octubre de 1956) va ser un atleta estatunidenc que va destacar en els 110 metres tanques, llançament de disc, llançament de pes i com a jugador de futbol americà.
El 1908 va prendre part en els Jocs Olímpics de Londres, on guanyà la medalla de plata en la cursa dels 110 metres tanques i la de bronze en el llançament de pes. En aquests mateixos Jocs també disputà les proves del llançament de disc estil clàssic i disc estil antic, però es desconeix la posició exacte en què finalitzà.
Com a mínim en quatre ocasions va millorar el rècord del món dels 110 metres tanques i el llançament de pes, tot i que l'Amateur Athletic Union no en va reconèixer. Entre 1904 i 1906 jugà amb l'equip de futbol americà del Michigan Wolverines com a corredor.
En retirar-se de l'atletisme Garrels treballà com a enginyer químic i durant 27 anys fou director tècnic de la Wyandotte Chemical Company. Morí el 1956 a Grosse Ile Township, Michigan.